# 팃 코 따우
팃 코 따우(베트남어: thịt kho tàu)는 베트남의 음식이다중국 푸젠성 타우유박 (豆油肉) 에서 유래. 설탕을 녹여 돼지고기에 입힌 뒤 코코넛워터를 붓고 오리알을 넣어 조려 낸다. 느억 맘(어장) 등으로 간한다.

## 같이 보기
- 장조림
- 달걀장조림
- 라후테
- 가쿠니